# فرشته اوئیفیو
فرشته اوئیفیو (انگلیسی: Ange Oueifio؛ زادهٔ ۲۹ مارس ۱۹۷۶) بازیکن فوتبال اهل فرانسه است.
از باشگاه‌هایی که در آن بازی کرده‌است می‌توان به باشگاه فوتبال خنت، باشگاه فوتبال مادرول، و باشگاه فوتبال پاری سن ژرمن اشاره کرد.
وی همچنین در تیم ملی فوتبال جمهوری آفریقای مرکزی بازی کرده‌است.